# 日本赤十字社金色有功章

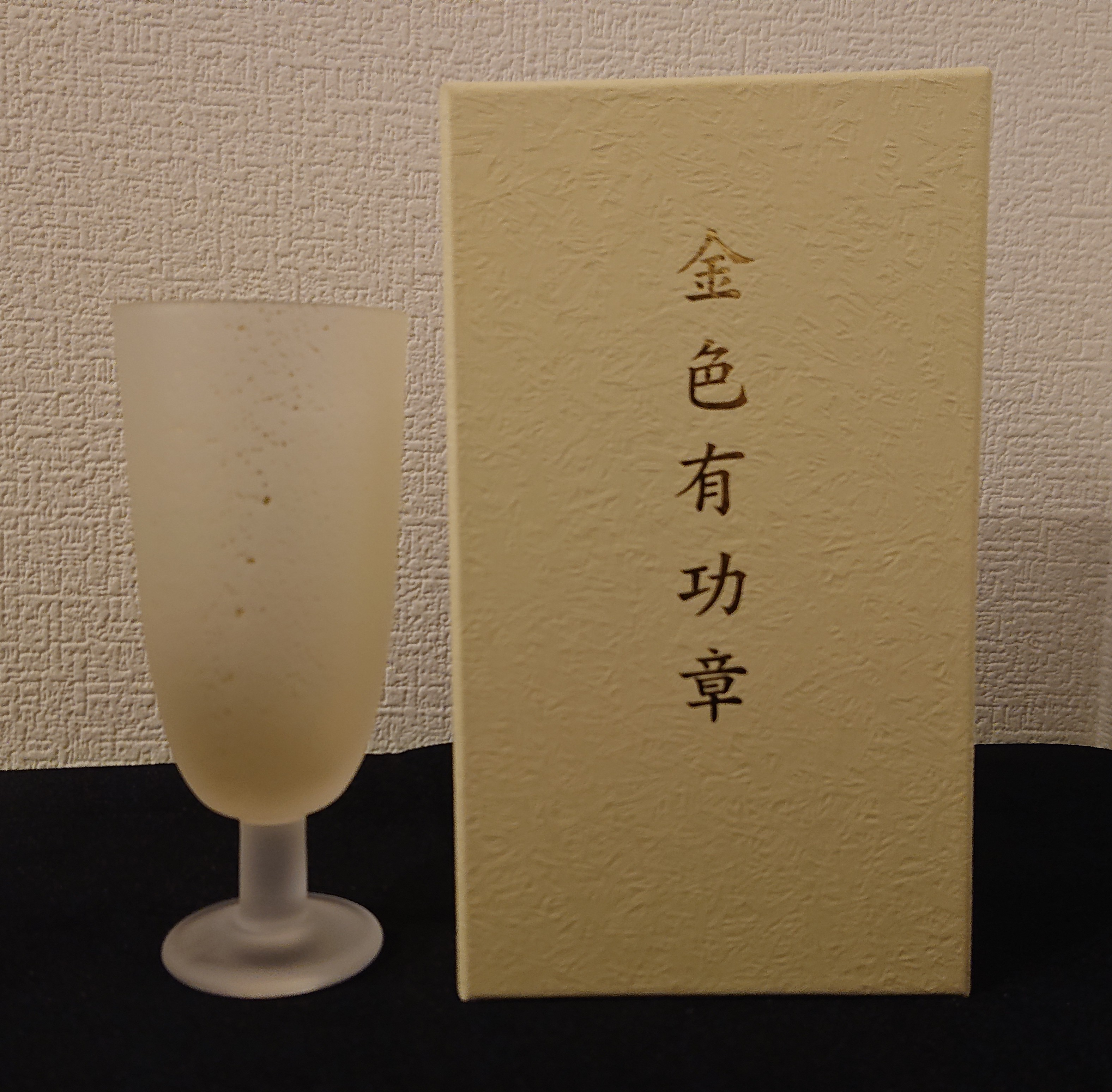
杯式金色有功章

日本赤十字社金色有功章（日语：／）是由日本赤十字社对从事志愿服务、善款募集及对献血事业作出贡献者颁授的一种纪念章，分为勋章式、楯式与杯式三种；下位纪念章为银色有功章。
根据《日本赤十字社有功章社員章等贈与規則》，一次性或累计捐助50万日元以上活动资金者，根据捐助者意向，可向个人颁呈勋章式金色有功章，向法人或团体颁呈楯式金色有功章。此外，个人献血100次以上或献血推进团体持续活动20年以上者，可以获颁杯式金色有功章与明信片大小的感谢状。

楯式金色有功章